# Félix Wielemans
Félix Maximilien Eugène Wielemans (Gent, 10 januari 1863 - Houtem, 5 januari 1917) was  stafchef van het Belgische leger en militaire raadgever van koning Albert I tijdens de Eerste Wereldoorlog.
Kort voor de Grote Oorlog werd hij militaire kabinetschef van de minister van oorlog Charles de Broqueville van 1913 tot 1915.
In 1914 wordt hij lid van de Generale staf van het Belgische leger en waarnemende stafchef tot 1915 wanneer hij gepromoveerd wordt tot stafchef. In die hoedanigheid vertegenwoordigt hij België op het geallieerde oorlogsoverleg van december 1915 en de conferentie van Parijs van maart 1916.
Op 5 januari 1917 stierf hij plots door ziekte (volgens de ene bron een longontsteking en volgens de andere myocarditis) en werd begraven op het kerkhof van Houtem dat tegenover de pastorij ligt waarin toen het Groot Hoofdkwartier van het Belgische Leger gevestigd was.
Voor zijn rol in de oorlog heeft hij verschillende belangrijke nationale en internationale onderscheidingen gekregen (zie infobox rechts) waaronder het Legioen van Eer uit de handen van generaal Joffre.